# 西村賢太
西村 賢太（にしむら けんた、1967年〈昭和42年〉7月12日 - 2022年〈令和4年〉2月5日）は、日本の小説家。同人誌への参加で執筆を始め、暗澹たる日々にもがく姿をさらけ出した私小説の書き手。
2011年（平成23年）『苦役列車』で芥川賞を受賞。ほかの作品に『暗渠の宿』（2006年）、『芝公園六角堂跡』（2017年）、『雨滴は続く』（2022年）などがある。

## 生涯

### 幼少期
東京都江戸川区春江町に、祖父の代から続く運送業の家庭の子として出生。実家は下請け仕事が中心で、トラック3台、従業員は最盛期でも4人の零細企業だった。当時の実家は裕福であり、外車マニアの父親は数年ごとにジャガーやシボレー・カマロ、マーキュリー・クーガーなどを買い換えていた。小説における「お寿司」「お蕎麦」「ぼく」などの丁寧な物の言い方は、言葉遣いに厳しい両親に育てられた影響である。
しかし、1978年秋に父親が連続強姦事件を起こして逮捕・収監されたため両親が離婚し、以後西村は3歳上の姉とともに母子家庭で育った。江戸川区立二之江第二小学校5年生の2学期に千葉県船橋市へ転居し、さらに6年生に進級する春休み中に東京都町田市の集合住宅へ転居した。

### 少年時代
幼少期は、父が起こした事件は単なる強盗だと聞かされていたが、町田市立成瀬台中学校3年生の時、父が犯したのが性犯罪だったことを知り、その衝撃で2学期の頃から不登校となった。国語を除くと成績は「1」ばかりでローマ字も書けず、高校は全寮制の東京都立秋川高等学校しか行くところがないと教師に宣告されたが、寮に入るのを嫌って進学せず、家を出て東京鶯谷の家賃8,000円のアパートに下宿した。
中学を卒業し1人暮らしを始めてからは、中学時代の同級生よりも先に初体験を済ませなければならないと焦り、15歳で池袋のソープランドに行った。その店にしばらく通ったのちは葛飾区の金町の1万円ソープに通うようになり、気がついたら止められなくなっていた。
アルバイトに明け暮れていた、家賃を4か月滞納し1年半で鶯谷のアパートから退去させられ、飯田橋、横浜市戸部町、豊島区要町、板橋などでトイレや風呂のない一間のアパートに住み、家賃滞納と強制退去を繰り返していた。この間、港湾荷役や酒屋の小僧、警備員などの肉体労働で生計を立てていた。1990年ごろには品川の屠場で働いたこともあるが、あまりのきつさに音を上げて一日で辞めてしまった。

### 青年時代
16歳の頃から神田神保町の古本屋に通い、戦後の探偵小説の初版本などを集めていたが、土屋隆夫の『泥の文学碑』を通じ田中英光の生涯を知ってから私小説に傾倒。西村の手による文章が出版物に初めて登場したのは、田中の資料に関する記事が『日本古書通信』1993年11月号（日本古書通信社）に掲載された際である。1994年（平成6年）より1996年（平成8年）まで私家版『田中英光私研究』全8冊を刊行、この研究書の第7輯に私小説「室戸岬へ」を発表。第8輯にも私小説「野狐忌」を発表した。田中英光研究から離れた理由については「田中英光は、結局、一種のエリートなんですよ。そこでもう、なんか、そこでこう、もの足りないものを感じた」 と語る一方、「泥酔の果ての一方的な無礼による、英光の遺族のかたとのトラブルで出禁となったとき、私は自責の念からすべてを諦めざるを得なかった」とも記している。
31歳のときに、地方のホテルヘルスで顔が好みな女性と出会い、プレイ中に借金の相談を受け90万円を肩代わりしたところ音信不通になるという経験をしている。この経験をもとに『けがれなき酒のへど』を発表し小説家としてデビューすることになるため、その子が長い風俗歴の中で一番忘れられないと語っている。

### 小説家としての活動
2003年夏、同人雑誌『煉瓦』に参加して小説を書き始めた。2004年（平成16年）7月に『煉瓦』第30号で発表した『けがれなき酒のへど』が『文學界』12月号に転載され、同誌の下半期同人雑誌優秀作に選出された。同年に『煉瓦』を退会。
2006年『どうで死ぬ身の一踊り』で第134回芥川賞候補および第19回三島由紀夫賞候補、『一夜』で第32回川端康成文学賞候補となり、2007年『暗渠の宿』で第29回野間文芸新人賞受賞。2008年『小銭をかぞえる』で第138回芥川賞候補。2009年『廃疾かかえて』で第35回川端康成文学賞候補。
2011年『苦役列車』で第144回芥川賞を受賞、この際、「格差社会のヒーロー」という呼称について、格差社会を恨む人は努力してないだけとした上で、選評で自らに一切触れなかった選考委員（名前は挙げていないが、西村に触れなかったのは池澤夏樹のみ）について、往生際の悪さが不快だとコメントした。芥川賞受賞会見では「そろそろ風俗に行こうかなと思っていた」との発言が話題を呼んだ。同賞受賞以後、西村のマネジメントはワタナベエンターテインメントが担当したが、同事務所所属ではなかった。
2012年10月2日からTOKYO MXの『ニッポン・ダンディ』にレギュラー出演していたが、2013年6月4日の放送で終了直後に突然降板した。かねてより番組スタッフとMCの段取りの悪さに不満を募らせ続けており、それがこの日の我慢のならぬ段取りと進行が重なったことによって爆発したことが理由であった。

### 藤澤清造への傾倒
23歳で初めて藤澤清造の作品と出会った時は「ピンと来なかった」というが、29歳の時、酒に酔って人を殴り、留置場に入った経験から藤澤に共鳴するようになり、以来、藤澤の「没後弟子」を自称。芥川賞受賞後の2011年7月には、「この受賞の流れを逃したら次はない」 という自身の提案で新潮社から藤澤の代表作『根津権現裏』を新潮文庫より復刊させた。2012年（平成24年）には同文庫より、自ら編集した『藤澤清造短篇集』を刊行。さらに自費で朝日書林より刊行予定の藤澤清造全集（全5巻、別巻2）の個人編集を手掛けようとしたものの、完成しなかった。朝日書林の主人からは相当額の金銭的援助を受け、神田神保町のビルの一室を契約するに当たって費用を借り、そのほかにも500 - 600万円ほどを借りていた。
清造の墓標を貰い受けて自宅に保存していたほか、1997年ごろから、藤澤の月命日である毎月29日には藤澤の菩提寺である石川県七尾市の西光寺に墓参を欠かさなかった。自ら西光寺に申し入れて2001年から「清造忌」を復活させたのに加え、2002年には清造の墓標をずらし、隣に自身の生前墓を建てた。このエピソードがいくつかの作品において主人公の行動に擬して描かれている。また『瘡瘢旅行』では、敬愛する藤澤は「小説家」ではなく「私小説家」だと呼んでいる。

### 死去
2022年2月4日夜、東京都北区赤羽から乗車したタクシーの車内で意識を失い、運転手により同区東十条の明理会中央総合病院へ搬送されたが心停止の状態で、翌5日午前6時32分に死去。54歳没。死因は心疾患。生涯独身だった。2月16日、西光寺で葬儀が行われ、3月29日、藤澤の月命日にあわせて四十九日法要が営まれ、藤澤の墓の隣に生前建てた自らの墓に埋葬された。戒名は賢光院清心貫道居士（けんこういんせいしんかんどうこじ）。
死の前月には「清造忌」に参列し、七尾市立図書館に藤澤と自身の著作計14冊を寄贈しており、2月12日、同図書館内に「七尾ふるさと文庫館」がオープンしたことにあわせて藤澤清造の作品とともに西村の作品も収載され、西村が寄贈した図書も追加された。また、生前の西村が初出雑誌記事に拠って編集し、同年夏に出版する予定だった藤澤の随筆集が、同年6月に講談社から出版された。
2024年1月1日に発生した能登半島地震では西光寺も被災し、並んでいた藤澤と西村の墓石に地蔵堂が覆いかぶさるように倒壊して横倒しになったが、ファンの支援や関係者の尽力によって同年9月3日に二人の墓の修復が完了した。
西村の死後、作品の著作権は公益財団法人石川近代文学館が管理している。

## 人物
作品にたびたび登場する同棲相手の「秋恵」には実在のモデルがいるが、プライバシーの侵害で提訴されることを恐れていたため、設定では、性格・出身地・年齢・外見などはことごとく変えてある。
石原慎太郎の著作を10代の頃から愛読していた。石原の政治家としての面には全く興味を持てなかったものの、石原の作や政治発言と、西村が石原に敬意を抱くきっかけとなった初期の随筆『価値紊乱者の光栄』中の主張が一貫している点に「私としては小説家としての氏への敬意も変ずることはなかった」と石原の死後に述べた。
学生時代の『ビートたけしのオールナイトニッポン』から40年以上高田文夫のラジオ番組を聞き続け、高田が出演する舞台や高座はほとんど生で見聞きしている大ファンであった。『一私小説書きの弁』文庫版の解説は高田が執筆している。またミュージシャンでは稲垣潤一の大ファンであった。

## 事件・問題
暴行による罰金刑
25歳の頃にアルバイト先の同僚と揉め、止めに入った警官を誤って殴り逮捕され、略式起訴を経て10万円の罰金刑を受けた。また、29歳の時には飲食店で酔って他の客に絡んで暴力をふるい、再び逮捕されて10日間留置され、東京簡易裁判所で罰金20万円の有罪判決を受けた。初の逮捕時のエピソードをモチーフにした作品に『春は青いバスに乗って』（『二度はゆけぬ町の地図』収録）がある。
Twitterなりすまし事件
2013年11月ごろから、Twitter上に西村のなりすましが現われるようになり、本人ではない旨のアナウンスがワタナベエンターテインメントのサイト上で発表された。西村は「私は現在も過去にも未来にも、そうしたもの（ソーシャルネットワークサービス）は一切行っていないし、行うつもりも全くない。何が楽しくて、金に換わらぬ無料サービスの文章を書く必要があろうか」と突き放した。

## 作品

### 小説

#### 単行本
- 『どうで死ぬ身の一踊り』（2006年1月 講談社、2009年1月 講談社文庫 ISBN 9784062762533、2012年10月 新潮文庫 ISBN 9784101312859、2019年3月 角川文庫 ISBN 9784041076477）
  - 墓前生活（処女作・同人誌『煉瓦』28号、2003年7月）[34]
  - どうで死ぬ身の一踊り（『群像』2005年9月号）
  - 一夜（『群像』2005年5月号）
- 『暗渠の宿』（2006年12月 新潮社、2010年1月 新潮文庫 ISBN 9784101312811）
  - けがれなき酒のへど（『煉瓦』30号、2004年7月、『文學界』2004年12月号に転載）
  - 暗渠の宿（『新潮』2006年8月号）
- 『二度はゆけぬ町の地図』（2007年10月 角川書店、2010年10月 角川文庫 ISBN 9784043943869）
  - 貧窶の沼（『野性時代』2007年7月号）
  - 春は青いバスに乗って（『煉瓦』29号、2004年1月）
  - 潰走（『野性時代』2006年2月号）
  - 腋臭風呂（『野性時代』2006年12月号）
- 『小銭をかぞえる』（2008年9月 文藝春秋 ISBN 978-4163274300 2011年3月 文春文庫 ISBN 9784167815011)
  - 小銭をかぞえる（『文學界』2007年11月号）
  - 焼却炉行き赤ん坊（『文學界』2008年6月号）
- 『瘡瘢旅行』（2009年8月 講談社 ISBN 978-4062156769 2011年4月 新潮文庫『廃疾かかえて』 ISBN 9784101312828)
  - 廃疾かかえて（『群像』2008年11月号）
  - 瘡瘢旅行（『群像』2009年4月号）
  - 膿汁の流れ（『群像』2009年6月号）
- 『人もいない春』（2010年6月 角川書店 ISBN 9784048740623　2012年1月 角川文庫 ISBN 978404100126-4）
  - 人もいない春（『野性時代』2008年7月号）※初出の題は「碧空を思う」、単行本化の際に改題
  - 二十三夜（『野性時代』2007年10月号）
  - 悪夢 ― 或いは「閉鎖されたレストランの話」（『野性時代』2006年6月号）
  - 乞食の糧途（『野性時代』2008年12月号）
  - 赤い脳漿（『野性時代』2010年2月号）
  - 昼寝る（『野性時代』2010年4月号）
- 『苦役列車』（2011年1月 新潮社 ISBN 9784103032328 2012年4月 新潮文庫 ISBN 9784101312842）
  - 苦役列車（『新潮』2010年12月号）
  - 落ちぶれて袖に涙のふりかかる（『新潮』2010年11月号）
- 『寒灯』（2011年6月 新潮社 ISBN 9784103032335 2013年11月 新潮文庫『寒灯・腐泥の果実』ISBN 9784101312866）
  - 陰雲晴れぬ（『新潮』2010年8月）
  - 腐泥の果実（『新潮』2011年2月）
  - 寒灯（『新潮』2011年5月 ）
  - 肩先に花の香りを残す人（『東と西 2』〈2010年7月 小学館〉）
- 『棺に跨がる』（2013年4月 文藝春秋 ISBN 9784163820705 2016年4月 文春文庫 ISBN 978-4167905941）
  - 棺に跨がる（『文學界』2012年5月）
  - 脳中の冥路（『文學界』2012年7月）
  - 豚の鮮血（『文學界』2012年11月）
  - 破鏡前夜（『文學界』2013年2月号）
- 『歪んだ忌日』（2013年6月 新潮社 ISBN 9784103032359 2015年12月 新潮文庫『形影相弔・歪んだ忌日』ISBN 978-4101312873）
  - 形影相弔（『en-taxi』vol.37 WINTER 2012）
  - 青痣（『新潮』2012年1月号）
  - 膣の復讐（『週刊ポスト』2011年12月2日号）
  - 感傷凌轢（『新潮』2013年1月号）
  - 跼蹐の門（『文學界』2013年5月号）
  - 歪んだ忌日（『新潮』2013年5月号）
- 『疒（やまいだれ）の歌』（2014年7月 新潮社 ISBN 9784103032366、2022年5月 新潮文庫 ISBN 978-4101312880）
  - （『新潮』2013年10月号、12月号、2014年1月号、3 - 5号）
- 『無銭横町』（2015年2月 文藝春秋 ISBN 9784163942070 2017年12月 文春文庫 ISBN 978-4167909772）
  - 菰を被りて夏を待つ（『文學界』2014年8月号）
  - 邪煙の充ちゆく（『文學界』2014年3月号）
  - 朧夜（『en-taxi』vol.38 SPRING 2013）
  - 酒と酒の合間に（『en-taxi』vol.40 Winter 2013）
  - 貫多、激怒す――または『或る中年男の独言』（『すばる』2014年1月号）
  - 無銭横町（『文學界』2015年1月号）
  - 一日（『文學界』2011年3月号、『随筆集 一日』2012年5月、文藝春秋）※単行本『無銭横町』には収録なし。文庫化の際に追加再録
- 『痴者の食卓』（2015年7月 新潮社 ISBN 978-4103032373 2018年1月 講談社文庫『夢魔去りぬ』 ISBN 978-4062938150）
  - 人工降雨（『新潮』2014年6月号）
  - 下水に流した感傷（『小説新潮』2014年9月号）
  - 夢魔去りぬ（『新潮』2014年11月号）
  - 痴者の食卓（『小説現代』2015年1月号）
  - 畜生の反省（『野性時代』2015年1月号）
  - 微笑崩壊（『小説新潮』2015年3月号）
- 『蠕動で渉れ、汚泥の川を』（2016年7月 集英社 ISBN 978-4087716665、2019年1月 角川文庫 ISBN 978-4041076460）
  - （『すばる』2014年9 - 12月号、2015年1 - 4、7、8月号、2016年1 - 5月号）
- 『芝公園六角堂跡』（2017年2月 文藝春秋 ISBN 978-4163905259　2020年12月 文春文庫 ISBN 978-4167916121）
  - 芝公園六角堂跡（『文學界』2015年7月号）
  - 終われなかった夜の彼方で（『文學界』2016年1月号）
  - 深更の巡礼（『小説現代』2016年2月号）
  - 十二月に泣く（『すばる』2016年6月号）
- 『夜更けの川に落葉は流れて』（2018年1月 講談社 ISBN 978-4062208932）
  - 寿司乞食（『小説新潮』2016年1月号）
  - 夜更けの川に落葉は流れて（『群像』2017年10月号）
  - 青痰麺（『群像』2017年8月号）
- 『羅針盤は壊れても』（2018年12月 講談社 ISBN 978-4065138045)
  - 羅針盤は壊れても（『群像』2018年9月号）
  - 陋劣夜曲(『群像』2018年1月号）
  - 廃疾かかえて（『群像』2008年11月号 再録）
  - 瘡瘢旅行（『群像』2009年4月号 再録）
  - 「一隅の夜」特別折込み付録（二之江第二小学校六年一組創作集　NHK『ようこそ先輩』で作成した非売品文庫の収録作）
- 『瓦礫の死角』（2019年12月 講談社 ISBN 978-4-06-517893-5、2022年5月 講談社文庫 ISBN  978-4-06-528036-2）
  - 瓦礫の死角（『群像』2019年7月号）
  - 病院裏に埋める（『群像』2019年7月号）
  - 四冊目の『根津権現裏』（『群像』2019年2月号）
  - 崩折れるにはまだ早い（『群像』2018年7月号）（「乃東枯（なつかれくさかるる）」改題）
- 『雨滴は続く』（2022年5月 文芸春秋 ISBN 978-4163915432、2024年1月 文春文庫 ISBN 978-4167921606）
  - （『文學界』2016年12月号 - 2017年4月号、6月号 - 10月号、12月号 - 2018年3月号、5月号 - 8月号、11月号 - 2019年1月号、5月号 - 6月号、12月号 - 2020年1月号、3月号、5月号 - 2021年1月号、3月号 - 4月号、6月号 - 12月号、2022年4月号、西村の死去により全45回で未完）[35]
- 『蝙蝠か燕か』（2023年2月 文藝春秋 ISBN 978-4-16-391657-6）
  - 廻雪出航（『文學界』2021年2月号）
  - 黄ばんだ手蹟（『文學界』2018年1月号）
  - 蝙蝠か燕か（『文學界』2021年11月号）

#### 単行本未収録作品
- 室戸岬へ（『田中英光私研究』第七輯、1995年11月）
- 野狐忌（『田中英光私研究』第八輯、1996年11月）
- 写真（『文學界』2016年8月号）
- 人糞ハンバーグ 或いは「啄木の嗟嘆も流れた路地」（『文學界』2020年2月号）

### 随筆

#### 単行本
- 『随筆集 一私小説書きの弁』（2010年1月、講談社、2011年4月、新潮文庫）
- 『随筆集 一日』（2012年5月、文藝春秋、2015年6月、『小説にすがりつきたい夜もある』文春文庫）
- 『一私小説書きの日乗』（2013年2月、文藝春秋、2014年10月、角川文庫）
- 『一私小説書きの日乗 憤怒の章』（2013年12月、角川書店、2022年5月、角川文庫）
- 『随筆集　一私小説書きの独語』（2014年7月、角川書店、2016年11月、角川文庫）
- 『下手に居丈高』（2014年9月、徳間書店、2017年4月、徳間文庫）
- 『一私小説書きの日乗 野性の章』（2014年11月、角川書店）
- 『東京者がたり』（2015年10月、講談社 ISBN 9784062197946、2019年5月、『藤澤清造追影』講談社文庫 ISBN 9784065155103）※玉袋筋太郎との巻末対談を除外・藤澤清造にまつわる随筆など18篇を追加して『藤澤清造追影』講談社文庫 2019年5月に収録
- 『一私小説書きの日乗 遥道の章』（2016年1月、角川書店）
- 『一私小説書きの日乗 不屈の章』（2017年5月、角川書店）
- 『一私小説書きの日乗 新起の章』（2018年11月、本の雑誌社）
- 『一私小説書きの日乗 堅忍の章』（2021年3月、本の雑誌社）
- 『誰もいない文学館』（2022年6月23日、本の雑誌社 ISBN 978-4860114718）

#### 付録
- 『羅針盤は壊れても』（2018年12月、講談社）
  - 蛇足少々（特別折込み付録）

#### 本人名義以外
- 週刊ブックレビュー 20周年記念 ブックガイド（2011年12月、NHKサービスセンター）
  - ことしいちばん旬な本　著者が語る（ダイジェスト）『苦役列車』
- 『くつろぎの時間 喫煙室 第22集』（2012年3月、文藝春秋企画出版部、協力：JT）
  - 求めたきは……（『随筆集　一私小説書きの独語』〈2014年7月〉所収。ただし刊行時期は『喫煙室第22集』〈2012年3月〉が先なので「再録」ではない。}）
- 『文藝春秋オピニオン2015年の論点100』（2014年11月、文藝春秋）
  - 時代は変われど手書き原稿は滅びず
- 山本周五郎長篇小説全集 第25巻『火の杯』（2015年1月 新潮社 ISBN 978-4106440656）
  - 山本周五郎と私 自分にとっての読むべき作家（『波』2014年3月号）
- ミステリ珍本全集07 九十九本の妖刀（2015年3月、戎光祥出版）
  - 月報7 大河内常平讃
- 『ベスト・エッセイ2016』（2016年6月、光村図書出版）　
  - 独りの味（『文學界』2015年2月号）

選集再録作品
- 『くつろぎの時間 喫煙室 第23集』（2016年11月、文藝春秋企画出版部、協力：JT）※非売品だが全国各地の公共図書館において貸出可能資料として多数の所蔵あり。
  - 夏の風物詩（『随筆集 一私小説書きの独語』2014年7月）
  - コーヒーの用途（『随筆集 一私小説書きの独語』2014年7月）

#### 単行本未収録作品
- 田中英光「生きている怪談」について（『日本古書通信』58巻11号〔772〕1993年11月）
- 田中英光と探偵小説（『田中英光私研究』第一輯、1994年1月）
- 「忍術使」の基本的疑問点（『田中英光私研究』第二輯、1994年4月）
- 英光歴史小説茶話（『田中英光私研究』第三輯、1994年7月）
- 田中英光の旧蔵本（『日本古書通信』59巻7号〔780〕1994年7月）
- わが破滅の作家論断片（『田中英光私研究』第四輯、1994年10月）
- 自筆物開眼（『日本古書通信』60巻1号〔786〕1995年1月）
- 神の手に 悪魔の手に（『高知県昭和期小説名作集12 田中英光』月報 1995年5月）
- 田中英光の本（一）（『頌（オード）創作と批評』第8号、編集人/坂敏弘、1996年7月）
- 「会う食べる飲む　また楽しからずや」第19回　日記（『週刊現代』2011年5月28日号）
- 知りたい！ この人の一日スケジュール（『CREA（クレア）』2011年9月号）
- ダウンタウンとは "不世出の──" である（『クイック・ジャパン』104号、2012年10月）
- 作家の口福 ケダモノの舌（『朝日新聞』2013年1月5日 - 26日朝刊、全4回）
  - エサはエサとして（『朝日新聞』2013年1月5日朝刊）
  - 安物食いの習慣（『朝日新聞』2013年1月12日朝刊）
  - 白米と味噌汁（『朝日新聞』2013年1月19日朝刊）
  - 留置場の味（『朝日新聞』2013年1月26日朝刊）
- 跨がらずとも（『ぺだる』Vol.22 春号 2013年3月号）
- 本のソムリエ 離婚を考える70代の母（『読売新聞』2013年3月17日朝刊）
- 本のソムリエ 今でも夏を感じたい（『読売新聞』2013年10月20日朝刊）
- 唯ぼんやりした不安（『新潮45』2013年6月号）
- 落伍者ゆえに（『俳句界』2013年7月号）
- 追悼・大河内昭爾　徹底した文学の徒（『季刊文科』60号、2013年10月）
- 諦観からの一歩（『季刊文科』60号、2013年10月）
- 同人雑誌の頃（『新潮』2013年11月号）
- 殺風景なわが熊手（『東京スポーツ』2014年1月1日付［お正月特別号］）
- サイン（『文學界』2014年1月号）
- 受賞後第一作（『文藝春秋』2014年3月号）
- 恩人 横溝正史（『野性時代』2014年7月号）
- 一九七七年の横溝原作映画（『en-taxi』No.42 Summer 2014、2014年7月）
- 年末寸感（『東京スポーツ』2015年1月1日付［お正月特別号］）
- 黒い画集 第二話 寒流『観ずに死ねるか！ 傑作絶望シネマ88』（2015年6月、鉄人社）
- 乱歩寸感（『野性時代』2015年9月号）
- "田中英光"がいた時間（『文學界』2015年11月号）
- 一月に思う──私小説への初一念（『東京スポーツ』2016年1月1日付［お正月特別号］）
- 四十年の継続（『抒情文芸』2016年秋号 160号）
- 或る不遜（『文學界』2016年11月号）
- 懐かしの──（『横溝正史研究〈6〉』2017年3月）
- あるいは、虚室（『文學界』2017年9月号）
- 寒夜蕭蕭（『群像』2018年2月号）
- 野暮な看板（『本』2018年2月号）
- 片隅の町（『東京人』404 2018年11月2日発売号）
- 地続きの記憶（『文學界』2019年6月号）
- 制約の反動として（『俳句界』2019年6月号）
- 解題 藤澤淸造「乳首を見る」覚書（『群像』2019年7月号）
- 藤澤清造生誕一三〇年（『文藝春秋』2019年10月号）
- 遁走の季節（『本』2020年1月号）[36]
- 底翳の目（『群像』2020年2月号）
- 京城とソウル（『季刊文科』第80号、2020年3月）
- 風去りぬ 坪内祐三氏を悼む（『ユリイカ 2020年5月臨時増刊号 総特集◎坪内祐三 1958-2020』、2020年4月）
- のむよむ vol.3 その作家の小説は、日々の苦い酒のときにも欠かせぬ存在であった（『dancyu』2020年7月号）
- 自分のための展墓（『月刊住職』2021年2月号）
- 不幸？ それは比べるから（『朝日新聞』2021年3月31日朝刊）
- 胸中の人 石原慎太郎氏を悼む（『読売新聞』2022年2月2日朝刊）[37]
- 藤澤淸造 没後90年に（『北國新聞』2022年2月6日朝刊）
- 一私小説書きの日乗 這進の章（『本の雑誌』2020年9月号 - 2022年3月号 作者逝去により全19回で未完）
- 『北國文華』2022春 第91号（2022年3月、北國新聞社）
  - 再掲 藤澤淸造──自滅覚悟の一踊り 破滅に殉じた "能登の江戸っ子" 小説家・藤澤清造～その人と生涯 ※単行本『随筆集 一私小説書きの弁』と新潮文庫『随筆集 一私小説書きの弁』と『藤澤清造追影』所収の「藤澤淸造──自滅覚悟の一踊り」と同内容。ただし、ルビなどに異同がある。

### 編・校訂
- 根津権現裏（2011年6月 新潮文庫 ISBN 9784101356167）
- 藤澤清造短篇集（2012年2月 新潮文庫 ISBN 978-4101356174）
- 田中英光傑作選 オリンポスの果実／さようなら 他（2015年11月 角川文庫 ISBN 9784041034545）
- 藤澤清造短篇集 一夜/刈入れ時/母を殺す 他（2019年7月 角川文庫 ISBN 9784041079614）
- 狼の吐息/愛憎一念 藤澤清造 負の小説集（2019年8月 講談社文芸文庫 ISBN 9784065166772）
- 根津権現裏（2020年12月 角川文庫 ISBN 9784041079607）
- 根津権現前より 藤澤清造随筆集（2022年6月 講談社文芸文庫 ISBN 9784065280904）

### 書評
- ゆるやかな進行形の邂逅 「たまたま……」大道珠貴（『群像』2005年8月号）
- 『藝人春秋』水道橋博士（『週刊現代』2013年2月2日号）

### 対談集

#### 単行本
- 友川カズキ『友川カズキ 歌詞集 1974-2010 ユメは日々元気に死んでゆく』（ミリオン出版、2010年12月）
  - 友川カズキ×西村賢太「人災的邂逅」
- 『西村賢太対話集』（新潮社、2012年4月）
- 『三角でもなく四角でもなく六角精児』（講談社、2012年12月）
  - 特別対談　西村賢太✕六角精児 不惑を超えてからのブレイク（『週刊現代』2012年7月21日・28日合併号）※『薄明鬼語』所収の「六角精児/小説のような人生を過ごして」と同じ内容。ただし本書には初出誌に掲載されていた対談風景を写したモノクロ写真4点あり。
- 『薄明鬼語 西村賢太対談集』（扶桑社、2014年6月）
- 岡村靖幸『結婚への道』（マガジンハウス、2015年10月、ISBN 4838728182）
  - 結婚は人間の本能なのです / 西村賢太
- 『風来鬼語 西村賢太対談集3』（扶桑社、2015年12月）
- 本の雑誌の坪内祐三（本の雑誌社、2020年6月）
  - ダメ人間作家コンテスト！ 西村賢太vs坪内祐三（『本の雑誌』2015年12月号 No.390）※本誌表紙の表記は「ダメ作家グランプリ」だが、目次や本誌ページの表記は「ダメ人間作家コンテスト！」となっている。

#### 単行本未収録作品
- 上原善広✕西村賢太 言葉を殺すのは誰か（『波』2011年6月号 ）
- 岩井志麻子×西村賢太 最強の私小説家2人にタブーはあるのか!?（『サイゾー』2011年7月号）
- 激昂対談 西村賢太VS.菊池夏樹（『月刊アレ！（allez！）』2012年4月号 Vol.8）[38]
- SUPREME BRUTUS 西村賢太と志磨遼平が見た映画版『苦役列車』（『BRUTUS』No.735 2012年7月15日号）
- 苦役列車：「青春の落伍者」を乗せて 山下敦弘＋西村賢太（『新潮』2012年8月号）
- 岩井志麻子vs西村賢太 肉食作家「エロ武勇伝」おもろ放談!（『週刊アサヒ芸能』2013年1月17日号）
- 宮台式「幸福」学 対話篇 VS.西村賢太（『スーパー写真塾2013年7月号 - 10月号、全4回）
  - 第1回（コアマガジン、2013年5月、『スーパー写真塾』2013年7月号）
  - 第2回（同上、2013年6月、『スーパー写真塾』2013年8月号）
  - 第3回（同上、2013年7月、『スーパー写真塾』2013年9月号）
  - 第4回（同上、2013年8月、『スーパー写真塾』2013年10月号）
- スペシャル対談 西村賢太×堀江貴文 「カネと女と小説と」（『読楽』2013年12月）
- 無頼派作家・西村賢太が大ファン・稲垣潤一と語り合った夜（『FRIDAY』2013年 12/13号）[39]
- 2013下半期「スキャンダル大賞」 西村賢太・吉田豪・浅草キッドが“激笑”選考（『週刊アサヒ芸能』2014年1月2日・9日合併号）
- 日記と私小説の妖しい関係 西村賢太×壇蜜（『別冊文藝春秋』電子版4号／2015年11月号）
- 阿木燿子の艶もたけなわ（第86回）西村賢太（『サンデー毎日』2016年1月3日・10日新春合併号）
- “師匠”を語る　西村賢太✕玉袋筋太郎（『すばる』2016年2月号）
- 西村賢太✕鈴木詩子「オレ、はせぴょんとやりテェよ」（『アックス Vol.110』2016年4月25日）
- 西村賢太✕湊かなえ「いまの挫折」は、「一生の挫折」では、ない！（『すばる』2016年8月号）
- これでいいのだ！ VOL.699 坪内祐三✕西村賢太 前編（『SPA!』2018年2月13・20日号）
- これでいいのだ！ VOL.700 坪内祐三✕西村賢太 後編（『SPA!』2018年2月27日号）
- 文壇と豊饒な時代の記憶 石原慎太郎✕西村賢太（『群像』2018年3月号）
- 伊藤雄和×西村賢太（作家）｜ろくでなしが多くの人の心をつかむ　ナタリー対談[40]
- 中年のお悩み白書 西村賢太✕ルイ53世（『SPA!』2021年6月8・15日号）[41]
- なぜ小説を書いているのか 対談＝西村賢太×新庄耕（『週刊読書人』2022年1月14日号）

### 参加アンソロジー
- 極上掌篇小説「悪夢或いは閉鎖されたレストランの話」収録（2006年10月 角川書店 ISBN 9784048737326、文庫化につき『ひと粒の宇宙』に改題・2009年11月 角川文庫 ISBN 9784043854042）
- 東と西2「肩先に花の香りを残す人」収録（2010年7月 小学館 ISBN 9784093862769）

### 選集再録作品
- 文学2006「一夜」収録（2006年4月 講談社 ISBN 4062134071）
- 文学2009「廃墟かかえて」収録（2009年4月 講談社 ISBN 9784062154284）
- ベスト・エッセイ2012「醜文の弊害」収録（2012年6月 光村図書出版）
- ベスト・エッセイ2013「韓国みやげ」収録（2013年6月 光村図書出版）
- コレクション私小説の冒険 第一巻 貧者の誇り「一夜」収録（2013年10月 勉誠出版 ISBN 9784585295600）
- けがれなき酒のへど 西村賢太自選短篇集（2013年9月 幻冬舎 文庫オリジナル編集 ISBN 9784344420816）
  - けがれなき酒のへど（『暗渠の宿』）
  - 墓前生活（『どうで死ぬ身のひと踊り』）
  - 焼却炉行き赤ん坊（『小銭をかぞえる』）
  - 腋臭風呂（『二度はゆけぬ町の地図』）
  - 落ちぶれて袖に涙のふりかかる（『苦役列車』）
  - 貧窶の沼（『二度はゆけぬ町の地図』）
- 文学2014「跼蹐の門」収録（2014年4月、講談社）
- 本なんて！作家と本をめぐる52話 「韓国みやげ」収録（2015年7月、キノブックス）

### 翻訳された作品
- 苦役列車（고역열차、韓国語訳）（양억관訳 2011年10月 dasan books)
- 苦役列車（台湾語訳、繁体字）（張嘉芬訳 2012年12月 新雨出版社）
- 苦役列車（苦役列车、中国語訳、簡体字）（武岳訳 2013年8月 北京联合出版公司）

### 解説
- 稚児殺し 倉田啓明譎作集（龜鳴屋、2003年）
- 藤澤清造『根津権現裏』（新潮文庫、2011年）
- 藤澤清造『藤澤清造短篇集』（新潮文庫、2012年）
- 上原善広『日本の路地を旅する』（文春文庫、2012年）
- 堀江貴文『拝金』（徳間文庫、2013年）
- 玉袋筋太郎『新宿スペースインベーダー 昭和少年凸凹伝』（新潮文庫、2013年）
- 山本周五郎『五瓣の椿』（角川文庫、2018年2月）[42]
- 山田花子『自殺直前日記 改』（鉄人文庫、2018年11月）
- 高橋三千綱『枳殻家の末娘』（青志社、2022年）

### 談話収録
- 3・11後 ニッポンの論点（朝日新聞出版、2011年9月）
  - 尻ぬぐいできれば名総理（『朝日新聞』オピニオン面、2011年9月）
- 『今夜も赤ちょうちん』（ちくま文庫、2012年11月）
  - 「苦役列車」で芥川賞 赤ちょうちんでわしわし、がぶがぶ（『毎日新聞』2011年3月10日夕刊）
- ワンカップ大関は、なぜ、トップを走り続けることができるのか？（ダイヤモンド社、2014年10月）
  - 『ワンカップ大関』は本当に若者に飲まれてきたのか
- 大衆酒場の達人 酒と肴を極める!（宝島社、2016年3月）
  - 鶯谷「信濃路」へのアンビバレンツな愛着
- 北國文華秀作選（北國新聞社出版局、2018年7月 ISBN 9784833021401）
  - 特別インタビュー 我が師を語る 藤澤清造 悲惨だが滑稽、野暮だけどダンディー（『北國文華』2011年春 第47号）※インタビュー記事に「姉が持っていた『赤毛のアン』など家にあった少女ものを読んでいたのが本との付き合いの始まりで、本格的にハマったのは小学校5年生の時でした」と記載。

#### 単行本未収録作品
- 七尾出身の作家藤沢清造を再評価 実像理解に全集を出版 著作物残さず掲載 朝日書林（『北陸中日新聞』2001年1月11日朝刊）
- 自己の美学を貫いた小説家の生涯しのぶ 七尾生まれ故藤沢氏 没後70年で「清造忌」（『北陸中日新聞』2002年1月31日朝刊）
- 西村賢太さん：『どうで死ぬ身の一踊り』刊行 破滅いとわず「私」を書く（『毎日新聞』2006年3月1日夕刊）
- 貧乏小説に親近感 異色の新人（『朝日新聞』2006年3月15日夕刊）
- 単行本『暗渠の宿』著者インタビュー（『an・an（アンアン）』2007年3月14日号）
- 著者インタビュー 西村賢太「暗渠の宿」（『文學界』2007年4月号）
- 近況：『暗渠の宿』を刊行、西村賢太さん（『毎日新聞』2007年6月6日夕刊）
- 私のいる風景　選手に嫉妬 執筆の原動力（『読売新聞』、2010年4月17日夕刊）
- 破滅型作家・藤澤清造に光（『朝日新聞』2011年1月20日朝刊・石川県地方版）
- 清造の墓前に芥川賞報告（『朝日新聞』2011年1月30日朝刊・石川県地方版）
- 芥川賞：西村賢太さん、“師匠”に受賞報告──石川・西光寺（『毎日新聞』 2011年1月30日朝刊）
- 「中卒」「日雇い」「逮捕歴」で芥川賞! 「そろそろ風俗に行こうかな……」と呟いた「西村賢太」の壮絶人生 （『週刊新潮』2011年2月3日号）
- 破滅型作家西村賢太 普段着は「スーツにアタッシェケース」（『サンデー毎日』2011年2月6日号）
- 新 家の履歴書　二階の六畳間に鳩が四十羽もいた江戸川区の生家（『週刊文春』2011年2月24日号）
- 「中卒・逮捕歴あり」こそわが財産（『文藝春秋』2011年3月号）
- 著者に訊け！ 西村賢太『苦役列車』（『週刊ポスト』2011年3月4日号）
- 中卒で前科者!! そんな男が芥川賞受賞！ 『苦役列車』著者 西村賢太（『週刊プレイボーイ』2011年3月7日号）
- 「私の考える原発」 人間ってもろいものですね（『週刊朝日臨時増刊 朝日ジャーナル』2012年3月20日号）
- 「苦役列車」から立ち上がる方法（『週刊ポスト』2011年4月1日号）
- 私の「日本再生計画」10人の大提言 リーダーのハッキリした言葉を聞きたい（『週刊文春』2011年4月21日号）
- “聴”流 現代落語を書く気持ち 作家の西村賢太さん（『大阪日日新聞』2011年8月10日）
- 破滅型私小説作家かく語りき 聞き手 鵜飼哲夫（『中央公論』2011年5月号）
- 芳麗の美人図書館 Vol.38 男の生きざまを知る 西村賢太（『美人百花』2011年5月号）
- 本との出会いが人生を変える！ 注目の芥川賞作家インタビュー（『ELLE JAPON』2011年6月号）
- なぜ人は5000万円で争わず1万円で喧嘩するのか（『PRESIDENT（プレジデント）』2011年7月4日号）
- 藤澤淸造の「私恨」継承 復刊「根津権現裏」（『東京新聞』2011年8月22日夕刊）
- 「悲惨だが滑稽」重なる作風 "師" 藤澤清造の代表作復刊（『産経新聞』2011年8月24日朝刊）
- 新刊『寒灯』インタビュー（『MEN'S NON・NO』2011年9月号 ）
- 私がモノ書きを決断したとき 西村賢太編（『日刊ゲンダイ』（2011年10月8日発行 - 11月5日発行、全5回）
  - 第1回 読書体験（『日刊ゲンダイ』2011年10月8日発行）
  - 第2回 作家誕生（『日刊ゲンダイ』2011年10月15日発行）
  - 第3回 文芸誌に登場（『日刊ゲンダイ』2011年10月22日発行）
  - 第4回 芥川賞受賞まで（『日刊ゲンダイ』2010年10月29日発行）
  - 第5回 芥川賞受賞（『日刊ゲンダイ』2011年11月5日発行）
- 著者に聞く（『清流』2011年11月号）
- ひと2011：あなたがいた 「苦役」笑い飛ばせ（『毎日新聞』、2011年12月22日夕刊 ）
- 私の幸運財布3カ条（『ゆほびか』2012年1月号）
- ウイスキーと読書 至福の時間　同時代の傑作私小説『新宿スペースインベーダー 昭和少年凸凹伝』玉袋筋太郎著（『文藝春秋』2012年1月号）
- 芥川賞作家「西村賢太」に映画「苦役列車」主役の憐憫（『週刊新潮』2012年1月12日号）※森山未來とツーショット写真のモノクログラビア記事
- 第51位 エグザーム スワン電器 コメント（『通販生活』2012年春号 1月14日発売）
- きっかけは横溝正史ブーム（『週刊新潮』2012年3月8日号、JTの広告記事 前編）
- 師の年齢を超えてしまった（『週刊新潮』2012年3月22日号、JTの広告記事 後編）
- 『随筆集 一日』著者インタビュー エッセイの「私」と小説の「貫多」は同じなんです（『文藝春秋』2012年6月号 ）[43]
- 西村賢太が指南する「失敗しないフーゾク選び」（『週刊ポスト』2012年5月4日・11日号）
- ハダカの自分を書いて生きる 何を背負って書くのか/書くことの原動力はあるか（『編集会議』2012年夏号 2012年5月11日発売）
- 原作者西村賢太かく語りき（『TV.bors（テレビブロス）』2012年7月7日・20日号）
- 芥川賞受賞後の生活話します（『東京スポーツ』2012年7月8日号）
- 僕の小説は文章芸、小説で本来の貫多を見せます（『キネマ旬報』2012年7月下旬号）
- 文壇のはぐれ者、西村賢太が語る ボクの仕事が途切れないワケ（『日経エンターテインメント』2012年8月号）
- 逆風満帆 作家 西村賢太（『朝日新聞』、2012年8月4日・18日・25日朝刊、全3回）※『朝日新聞』2022年12月3日 土曜版付録「be」6・7面に全3回を再掲。カラー写真あり
  - （上）「ニートのヒーロー」一区切り
  - （中）父からの解放、母への復讐
  - （下）亡き私小説作家を心の支えに
- ぬる燗の楽しみ方を学ぶ（増刊サライ『美味サライ』2013年春号）
- 中卒の芥川賞作家インタビュー（『BIG tomorrow』2013年1月号）
- 「ユニクロはブラック企業なのか」私はこう考える 400字コメント（『週刊現代』2013年5月11日・18日号）
- 前線インタビュー　私小説書きとして、変わらず自身を書き続ける（『抒情文芸』第147号、2013年6月）
- 私小説の雄が描く女の逆襲！（『MORE（モア）』2013年7月）
- ここに注目！ 2013年参院選：「人間らしい生活を」（『朝日新聞』2013年7月13日夕刊）
- 使いものにならない自分が生かせる私小説という場所 『歪んだ忌日』著者インタビュー（『サンデー毎日』2013年8月4日号）
- 書いたのは私です 単行本『歪んだ忌日』著者インタビュー（『週刊現代』2013年9月7日号）
- 太宰も安吾もオダサクも、小説は私小説が一番面白い!!（『宝島』2013年11月号）
- 著者との60分 単行本『痴者の食卓』（『新刊ニュース』2015年9月号）
- 心配事からは目を背け、時には逃げることも必要（『SPA！』2015年9月22日・29日合併号）
- わが人生最高の十冊（『週刊現代』2014年3月22日号）
- 芥川賞から3年半あまり、西村賢太、一私小説書きに徹する（上） 変わりがない原稿執筆スタイル（『週刊読書人』2014年11月7日、第3064号）
- 芥川賞から3年半あまり、西村賢太、一私小説書きに徹する（中） 藤澤淸造の没後弟子を名乗る（『週刊読書人』2014年11月14日、第3065号）
- 芥川賞から3年半あまり、西村賢太、一私小説書きに徹する（下） 旧作が一気に文庫化される（『週刊読書人』2014年11月21日、第3066号）
- 「都落ち」の気分書く 西村賢太さん初の長編小説（『読売新聞』2014年8月26日朝刊）
- 芥川賞作家 西村賢太が”直言”した「ハロウィンで、ブスはコスプレするな」（『週刊ポスト』2015年11月20日号）
- 芥川賞作家 西村賢太が再登場「なぜブスにブスといってはいけないのか」（『週刊ポスト』2015年11月27日・12月4日号）
- 私小説家 西村賢太が小説の舞台にしたい酒場 信濃路 鶯谷店（『散歩の達人』2016年4月号）
- 一私小説作家の文章修行（『公募ガイド』2016年8月号）
- 創作の原点 じっと見つめる（『朝日新聞』2017年3月8日夕刊）
- とにかく物欲をなくすと借金地獄は避けられる（『週刊東洋経済』2017年7月15日号）
- グラビアページ「小さな大物」（『文藝春秋』2017年12月号）
- サウナは必要悪。自分に言い訳しながら1年365日、通い続けた（『別冊SPA! ベストサウナ』扶桑社、2021年7月）
- 西村賢太「遊びの流儀」激論120分 クズすぎる芥川賞作家、風俗嬢にやり込められる！（『FLASH』2019年4月9日号）[44]
- 芥川賞作家・西村賢太が自身の半生で見てきた食風景と、消えない郷愁の味（メシ通 2019年5月31日）[45]

### アンケート
- 作家ファイル1998～2008 回答（『文藝』2008年夏季号）
- どうしても見たい「女のハダカ」「男のカラダ」（『週刊文春』2011年9月22日号）
- くじけない!!ために、この一冊をオススメ！『根津権現裏』（『週刊プレイボーイ』2011年10月31日号）
- 有名人30人の「最終結論」「私はこの人に一票を投じます」（『週刊現代』2014年2月15日号）
- 特集 本 VS.カレー（『ダ・ヴィンチ』2014年7月号）
- 人気の著者による“私が賞を贈りたい2冊”（『新刊ニュース』2014年11月号）
- 人気著者のオススメ ◯◯なときに読みたい3冊（『新刊ニュース』2015年11月号）
- 人気の著者が惚れた2冊（『新刊ニュース』2016年11月号）

### コメント
- 今月書いた人（『本の雑誌』2010年8月号）
- 次の首相は誰だ！（『サンデー毎日』2012年7月29日号）
- 受賞者からのメッセージ（『芥川賞・直木賞150回全記録』文藝春秋、2014年2月）
- まだ読んでない人のための「火花」ガイド（『週刊文春』2015年7月30日号）
- いま日本でいちばん信用できる人 ベスト100（『週刊現代』2017年6月3日号）

### 詩
- 『共感百景』（KADOKAWA/エンターブレイン、2014年3月）
  - 自由詩 4篇

### 俳句
- 特集 現代俳句の社会性 社会、政治を詠む 虚室のうち外 俳句十句（『俳句界』2016年4月号）
- 特集 俳句の魅力 俳句五句（『俳句界』2019年6月号）

### 筆蹟
- 表紙 署名（『波』2011年3月号）※第144回芥川賞の同時受賞者である朝吹真理子と連名
- 空想書店　色紙に揮毫「小説にすがりつきたい夜もある」（『読売新聞』2011年11月13日朝刊）
- 2012 直筆「災後」年賀状大公開（『サンデー毎日』2012年1月1日・8日新年特大号）

### 帯文
- 友川カズキ『復讐バーボン』（CDアルバム、2014年01月、モデストラウィンチ）
- 小島慶子『解縛 しんどい親から自由になる』（2014年2月 新潮社 ISBN 9784103351115）
- 友川カズキ『友川カズキ独白録：生きてるって言ってみろ』（2015年2月 白水社 ISBN 9784560084137）
- 原作：左近洋一郎 著：カミムラ晋作『どくヤン！』第1巻（2020年1月 講談社モーニングKC ISBN 9784065182079）
- 柳本光晴 『響～小説家になる方法～』第2巻（2015年7月 小学館ビッグコミックス ISBN 9784091871480）
- 岩浪れんじ『コーポ・ア・コーポ』第1巻（2020年3月 ジーオーティー社 MeDu COMICS ISBN 9784823600395）

### グラビア
- 男 アラーキーの裸ノ顔（2015年3月 KADOKAWA/メディアファクトリー ISBN 978-4040674919）
  - アラーキーの裸ノ顔 第169回 西村賢太（『ダ・ヴィンチ』2011年5月号）
- 西村賢太＆壇蜜が初対談　まぜるな危険!?（『週刊文春』2015年10月29日号）※『別冊文藝春秋』2015年11月掲載対談の予告記事

#### 単行本未収録作品
- 井戸の底めざして（『週刊現代』2011年7月2日号）※モノクログラビアをまじえた8頁のインタビュー記事
- 私のリビング 第160回（『週刊文春』2011年3月31日号）
- 顔面相似形2012 顔面メルトダウン（『週刊文春』2012年1月5日・12日新年特大号）

### 自費出版
- 『田中英光私研究』第一輯（本人名義、1994年1月）
  - 田中英光と探偵小説
  - 「少女誘拐魔」田中英光（全集未収録作品）
  - やなせたかし氏談（聞き書き 田中英光）
  - あとがき
- 『田中英光私研究』第二輯（1994年4月）
  - 「忍術使」の基本的疑問点
  - 『「オリンポスの果実」を書いた頃』田中英光（全集未収録作品）
  - 付「『オリンポスの果実』を書いた頃」について
  - 追悼 竹内良夫氏　竹内美枝子氏談（聞き書き 田中英光）
  - 『下界』第一号～第二十六号目次
  - 代表作／英光氏文献再録 「告別」竹内良夫（小説）
  - 竹内良夫氏著作リスト
- 『田中英光私研究』第三輯（1994年7月）
  - 英光歴史小説茶話
  - 「運命の王妃」田中英光（全集未収録作品）
  - 「法界坊」田中英光（全集未収録作品）
  - 谷古茂氏談（聞き書き 田中英光）
- 『田中英光私研究』第四輯（1994年10月）
  - わが破滅の作家論断片
  - 「流人」田中英光（全集未収録作品）
  - 付「流人」について
  - 野一色寿枝氏談（聞き書き 田中英光）
  - 「荷風先生浅草を歩く」野一色幹雄（文献再録）
- 『田中英光私研究』第五輯（1994年11月）
  - 「姫むかしよもぎ」田中英光（全集未収録作品）
  - 吉田時善氏談（聞き書き 田中英光）
- 『田中英光私研究』第六輯（1995年1月）
  - 春洋丸船上生活の一資料
  - 「ハワイ乙女」田中英光（全集未収録作品）
  - 「四枚の写真」田中英光（全集未収録作品）
  - 付 戦後の“オリンポスの果実”　
  - 廣西元信氏談（聞き書き 田中英光）
  - 「英光君のこと」廣西元信（文献再録）
- 『田中英光私研究』第七輯（1995年11月）
  - 神戸政年氏談（聞き書き 田中英光）
  - 「ままならぬ人生行路」神戸政年（文献再録）
  - 「一世相」田中英光（全集未収録作品）
  - 「室戸岬にて」田中英光（全集未収録作品）
  - 付 英光来高伝
  - 「室戸岬へ」西村賢太
- 『田中英光私研究』第八輯（1996年11月）
  - 追悼 宇留野元一氏　宇留野久氏談（聞き書き 宇留野元一）
  - 代表作 「樹海」宇留野元一
  - 「田中さんの出発点」宇留野元一（文献再録）
  - 「田中英光との一日」宇留野元一（文献再録）
  - 「田中英光の手紙」宇留野元一（文献再録）
  - 宇留野よし子宛田中英光葉書
  - 付 宇留野元一再録文献について
  - 宇留野元一略年譜
  - 「かくれんぼ」田中英光（全集未収録作品）
  - 付「かくれんぼ」覚え書き
  - 「野狐忌」西村賢太
- 『藤澤清造全集 内容見本』（朝日書林、2000年12月）

## メディア出演

### テレビ
- みまっしワイド いしかわ600（NHK金沢放送局、2001年）
- スタジオパークからこんにちは (NHK)
- 先人たちの底力 知恵泉（NHK Eテレ）
- 人生が変わる1分間の深イイ話（日本テレビ）
- ナカイの窓（日本テレビ）
- アウト×デラックス（フジテレビ）
- 森田一義アワー 笑っていいとも!（フジテレビ）
- ボクらの時代（フジテレビ）
- Qさま‼（テレビ朝日）
- 大改造！劇的ビフォーアフター（テレビ朝日）
- ゴロウデラックス（TBSテレビ）
- 5時に夢中 (TOKYO MX)
- 乃木坂46×HKT48 冠番組バトル!（日本テレビ）
- 小林麻耶の本に会いたい（BSジャパン）
- ニッポン・ダンディ (TOKYO MX)
- リンカーン（TBSテレビ）

### ラジオ
- 鈴木おさむ・よんぱち (TOKYO FM)
- 高田文夫のラジオビバリー昼ズ（ニッポン放送）
- 大竹まことのゴールデンラジオ（文化放送）他

## 論文
- 国立情報学研究所収録論文 国立情報学研究所

## 映画化作品
- 苦役列車（東映配給、2012年7月公開）